# Friedrich Kaupe
Friedrich Kaupe (1943. december 4. –) osztrák nemzetközi labdarúgó-játékvezető.

## Pályafutása

### Nemzeti játékvezetés
Játékvezetésből 1972-ben vizsgázott, 1984-ben lett az I. Liga játékvezetője. Az aktív nemzeti játékvezetéstől 1994-ben vonult vissza. Bundesliga mérkőzéseinek száma: 117.

### Nemzetközi játékvezetés
Az Osztrák labdarúgó-szövetség Játékvezető Bizottsága (JB) terjesztette fel nemzetközi játékvezetőnek, a Nemzetközi Labdarúgó-szövetség (FIFA) 1985-től tartotta nyilván bírói keretében. Több nemzetek közötti válogatott és klubmérkőzést vezetett, vagy működő társának partbíróként segített. Az osztrák nemzetközi játékvezetők rangsorában, a világbajnokság-Európa-bajnokság sorrendjében többedmagával a 26. helyet foglalja el 2 találkozó szolgálatával. Az aktív nemzetközi játékvezetéstől 1993-ban búcsúzott. Válogatott mérkőzéseinek száma: 8.

#### Európa-bajnokság
Az európai-labdarúgó torna döntőjéhez vezető úton Német Szövetségi Köztársaságba a VIII., az 1988-as labdarúgó-Európa-bajnokságra és Svédországba a IX., az 1992-es labdarúgó-Európa-bajnokságra az UEFA JB játékvezetőként foglalkoztatta.

##### 1988-as labdarúgó-Európa-bajnokság

###### Selejtező mérkőzés
| Időpont           | Helyszín                       | Mérkőzés típusa           | Mérkőzés     | Eredmény | Nézők száma |
| ----------------- | ------------------------------ | ------------------------- | ------------ | -------- | ----------- |
| 1987. október 28. | Ernst Grube Stadion, Magdeburg | előselejtező (3. csoport) | NDK–Norvégia | 3 : 1    | 10 000      |

##### 1992-es labdarúgó-Európa-bajnokság

###### Selejtező mérkőzés
| Időpont            | Helyszín                     | Mérkőzés típusa           | Mérkőzés        | Eredmény | Nézők száma |
| ------------------ | ---------------------------- | ------------------------- | --------------- | -------- | ----------- |
| 1990. november 14. | Vasil Levski Stadion, Szófia | előselejtező (2. csoport) | Bulgária–Skócia | 1 : 1    | 42 000      |

---
A női európai labdarúgó torna döntőjéhez vezető úton Norvégia rendezte a 2., az 1987-es női labdarúgó-Európa-bajnokságot, ahol az UEFA JB játékvezetőként foglalkoztatta.

##### 1987-es női labdarúgó-Európa-bajnokság

###### Selejtező mérkőzés
| Időpont           | Helyszín             | Mérkőzés típusa           | Mérkőzés           | Eredmény | Nézők száma |
| ----------------- | -------------------- | ------------------------- | ------------------ | -------- | ----------- |
| 1967. október 28. | Városi Stadion, Eger | előselejtező (4. csoport) | Magyarország–Svájc | 1 – 1    | 600         |

## Magyar vonatkozás
Férfi labdarúgó-válogatott felkészülési mérkőzése.
| Időpont         | Helyszín             | Mérkőzés típusa              | Mérkőzés           | Eredmény | Nézők száma |
| --------------- | -------------------- | ---------------------------- | ------------------ | -------- | ----------- |
| 1988. május 10. | Népstadion, Budapest | felkészülési (623. mérkőzés) | Magyarország–Dánia | 2 – 2    | 4928        |

---
Női labdarúgó-válogatott felkészülési mérkőzése.
| Időpont          | Helyszín             | Mérkőzés típusa             | Mérkőzés                                 | Eredmény | Nézők száma |
| ---------------- | -------------------- | --------------------------- | ---------------------------------------- | -------- | ----------- |
| 1991. október 9. | Práter Stadion, Bécs | felkészülési (50. mérkőzés) | Ausztria–Magyar női labdarúgó-válogatott | 0 – 3    | 5000        |